# Концерт для фортепиано с оркестром № 2 (Рахманинов)
Концерт для фортепиано с оркестром № 2 до минор, op. 18, был написан Сергеем Рахманиновым в 1900 году. Впервые полностью исполнен в Москве 27 октября 1901 года (по старому стилю) автором с оркестром под управлением Александра Зилоти. При втором исполнении двоюродные братья «поменялись местами» — к роялю сел Зилоти, а Рахманинов встал за дирижёрский пульт.
Второй концерт стал одним из самых общеизвестных, популярных и исполняемых произведений не только Рахманинова, но и всей мировой музыкальной литературы для фортепиано с оркестром. «…Музыкальное произведение это, скорее всего, хотя бы раз исполнялось на каждом из роялей, которые вообще есть на планете Земля, от Находки до Аляски и от Северного полюса до Южного» (Артём Варгафтик).
Концерт входил и входит в репертуар практически всех ведущих пианистов мира. Его исполняли и записывали сам Рахманинов (дважды, в 1919 и 1929 годах), Владимир Горовиц, Лев Оборин, Святослав Рихтер, Артур Рубинштейн, Роза Тамаркина, Байрон Дженис, Ван Клиберн, Владимир Ашкенази, Николай Петров, Григорий Соколов, Андрей Гаврилов, Кристиан Циммерман, Евгений Кисин, Денис Мацуев, Николай Луганский, Борис Березовский, Ланг Ланг, Барри Дуглас, Алексей Султанов.
Продолжительность произведения — от 34 до 38 минут в зависимости от избранных исполнителями темпов.

## История создания
Провал в 1897 году Первой симфонии Рахманинова сильно отразился на его душевном здоровье. В течение нескольких лет он находился в глубоком творческом кризисе. Лишь к началу 1900-х Рахманинов смог вернуться к активной композиторской деятельности, не в последнюю очередь благодаря лечению у известного врача-гипнотизёра Николая Даля, которому (с формулировкой «С благодарностью») и посвящён концерт. Свои встречи с этим человеком Рахманинов вспоминал до конца жизни и был очень благодарен ему. Второй концерт стал началом нового периода в творчестве композитора.

## Строение
Концерт написан в традиционной форме сонатно-симфонического цикла. В нём три части (вторая и третья исполняются без перерыва):
Moderato — первая часть открывается типичным для Рахманинова колоколообразным вступлением у фортепиано: аккорды в верхнем и среднем регистрах, которым отвечает низкий звук фа контроктавы, в нарастающей динамике. Подхватив заданный этими аккордами железный рахманиновский ритм, на фоне широких рокочущих пассажей солирующего инструмента вступает в оркестре знаменитая главная тема, носящая характер медленного марша, шествия, но смягчённая контрастным звучанием у струнных и кларнетов:
Тема его вдохновеннейшего Второго концерта есть не только тема его жизни, но неизменно производит впечатление одной из наиболее ярких тем России, и только потому, что душа этой темы русская. Здесь нет ни одного этнографического аксессуара, ни сарафана, ни армяка, ни одного народно-песенного оборота, а между тем каждый раз с первого же колокольного удара чувствуешь, как во весь свой рост подымается Россия (Николай Метнер).
Певучая побочная тема в параллельной тональности ми-бемоль мажор наполнена спокойствием и лиризмом.
Adagio sostenuto — музыка редкой красоты, жемчужина русской лирики. Она воплощает бесконечно длящееся состояние покоя, полного растворения в природе, «…подслушанное чуткой душой музыканта» (Б. Асафьев). Метрическая структура второй части совершенно уникальна; она характеризуется разными размерами одновременно у солиста и оркестра; в восприятии слушателя музыка постоянно колеблется между трёх- и четырёхчетвертным тактом, создавая фантастическое ощущение зыбкости и даже некоторой нереальности основной темы.
Allegro scherzando — «Праздник жизни». Главная партия зарождается из слияния звонов, стремительно летящих скерцозных мотивов, плясовых и маршевых ритмов. Её сменяет лирический дифирамб — тема побочной партии. Она звучит трижды, раз за разом все ярче, и к финалу, подобно Первому концерту Чайковского, трансформируется из нежного напева в могучий ликующий гимн, проходящий в мощном оркестровом tutti под громовые колокольные раскаты солирующего фортепиано и растворяющийся в стремительной коде.

Второй концерт практически не является «concerto», то есть «соревнованием» — уже современники, кто с восторгом, а кто и с упрёком в адрес автора, отмечали, что солист почти не играет без оркестра; за исключением нескольких виртуозных пассажей, в концерте отсутствует звучание фортепиано-соло. В отличие от Первого и Третьего концертов Рахманинов даже не предусмотрел в первой части каденции солиста.

## Исполнение в фильмах
- «Весна на Заречной улице»: концерт в исполнении Льва Оборина звучит по радио, его слушает главная героиня, Татьяна Сергеевна Левченко. Исполнение резко контрастирует с мещанским бытом хозяев, у которых она снимает комнату.
- «Рапсодия» (1954 год)
- Звучала в течение ряда лет в конце передачи «Минута молчания» (начальные аккорды)
- «Рай» (2016 год)
- Фильм из цикла Артема Варгафтика «Партитуры не горят». С. В. Рахманинов. 2-й фортепианный концерт.
- Фильм Павла Лунгина «Ветка сирени».
- Концерт звучит в фильме «Частная жизнь».
- Концерт звучит в фильме «Титаник».
- Начало концерта неоднократно звучит в фильме «Зуд седьмого года» (в главной роли — Мэрилин Монро).
- Концерт звучит в фильме «Поэма о крыльях», где больной Рахманинов, навещаемый Игорем Сикорским, слушает свой концерт по радио из далёкой России.
- Концерт упоминается в фильме Владимира Меньшова «Ширли-Мырли». (Героиня Инны Чуриковой рассказывает, что именно его играл отец трёх главных героев Иван Израилевич Шниперсон, когда был раздавлен роялем).
- Фрагмент первой части концерта звучит в комедийном фильме «Бинго-Бонго» с Адриано Челентано в главной роли.
- Английский фильм «Короткая встреча» (англ. Brief Encounter) начинается фрагментом этого произведения.
- Мелодия песни Эрика Кармена «All by Myself» фактически заимствована из 2-й части концерта. В исполнении Jamie O’Neal песня звучит в фильме «Дневник Бриджит Джонс» («Bridget Jones’s Diary»).
- «Бункер» (2011 год)
- Фильм «Женщина и мужчины» (2010, режиссёр — Клод Лелуш).
- Из отрезков первой части создан саундтрек к аниме Fairy Tail — Tower Of Heaven.
- Фрагменты концерта в исполнении Святослава Рихтера использованы в мультфильме «Свинья-копилка».
- Во 2-й серии британского сериала «Внутри девятого номера».
- Отрывок из концерта звучит в спектакле по пьесе Алана Беннета «Любители истории» и в одноимённой экранизации, когда герои разыгрывают финальную сцену из «Короткой встречи». Исполняет актёр Джейми Паркер.
- Концерт упоминается в манге Nodame Cantabile и звучит во всех её экранизациях (игровые фильмы и аниме-сериалы). В частности, тема из третьей части концерта используется в заставке второго сезона аниме
- Концерт звучит в 8 эпизоде аниме-сериала Piano no Mori
- Фильм Иосифа Хейфица «Подсудимый»
- Отрывок из концерта звучит в фильме «Au bout des doigts» 2018
- В фильме «Т-34»
- В фильме «Сентябрьская афера» (1950, США, реж. Уильям Дитерле)